# Brindisi

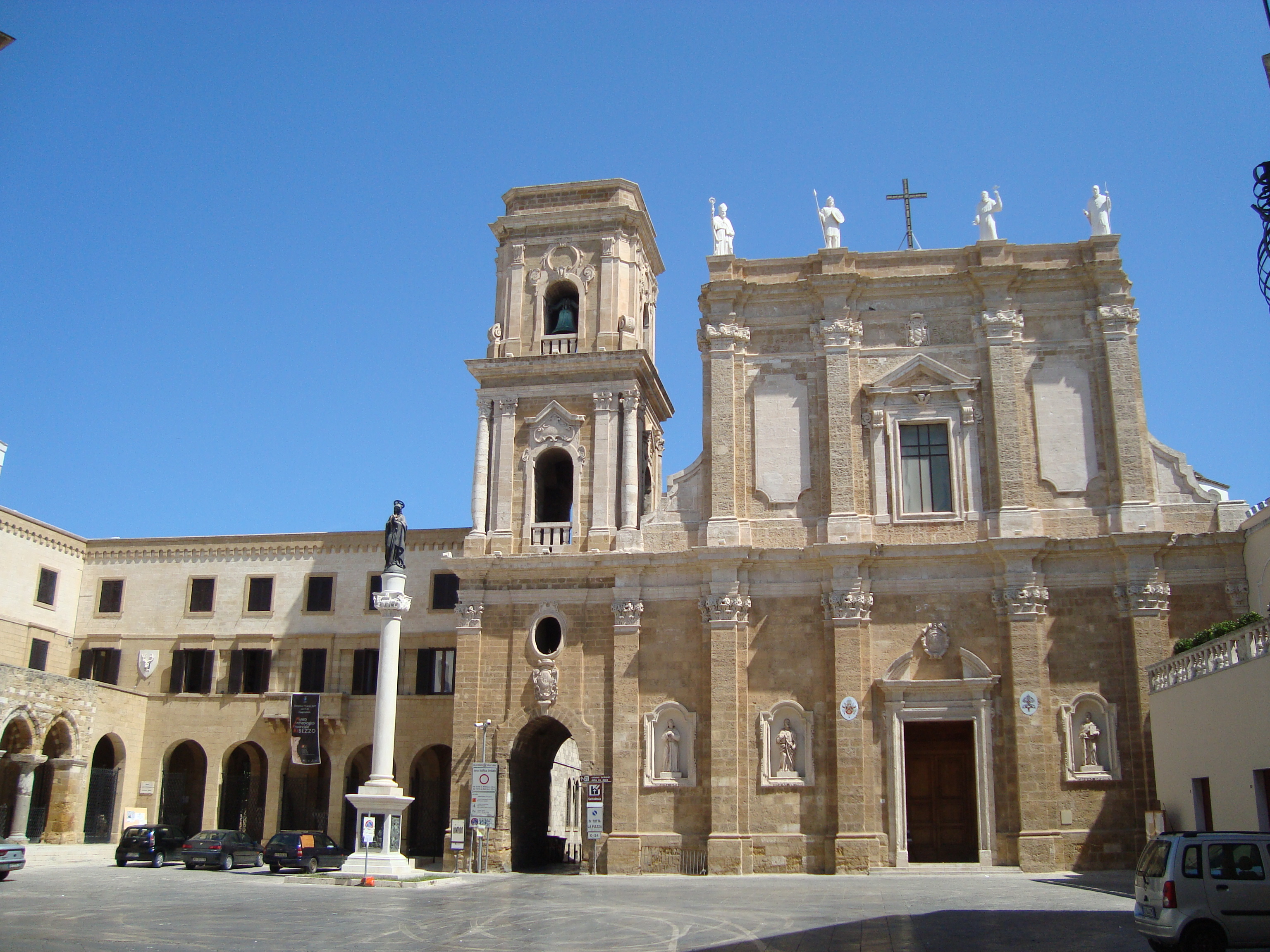
Kathedrale von Brindisi

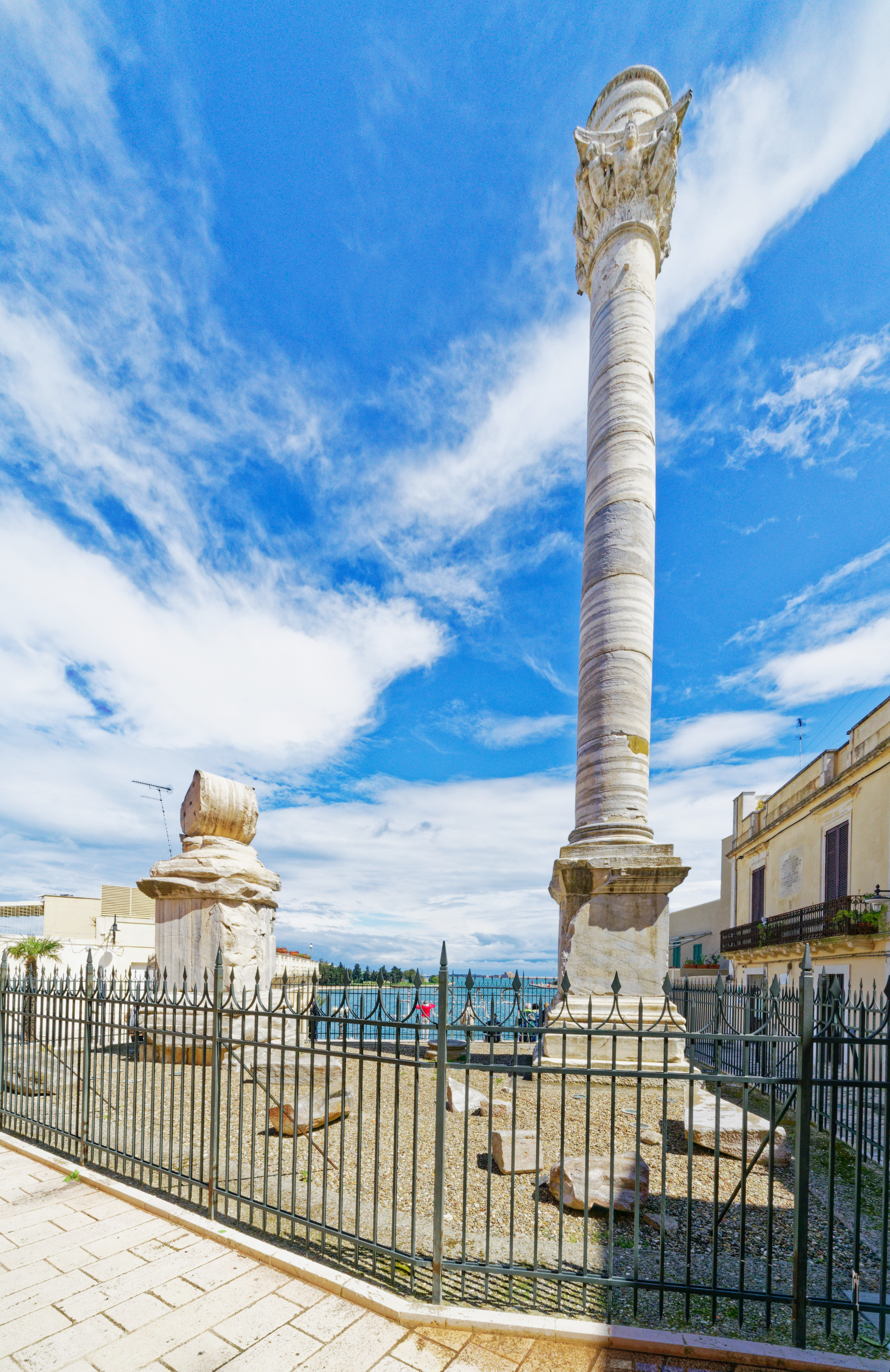
Säulen am Ende der Via Appia am Hafen von Brindisi

Brindisi ist eine italienische Gemeinde und Hafenstadt in Apulien mit 82.298 Einwohnern (Stand 31. Dezember 2023). Sie ist die Hauptstadt der gleichnamigen italienischen Provinz Brindisi.
Die Nachbargemeinden sind Carovigno, Cellino San Marco, Latiano, Mesagne, San Donaci, San Pietro Vernotico und San Vito dei Normanni.

## Geschichte

### Vorgeschichte
Im Hafengebiet Brindisis, am sogenannten Punta Le Terrare, wurde eine bedeutende Siedlung der mittleren und späten italischen Bronzezeit entdeckt. Diese hatte offenbar bereits früh Handelskontakte zu Griechenland, wie Fragmente mykenischer Gefäße aus dem 15. Jahrhundert v. Chr. belegen (die frühesten mykenischen Funde datieren in die Periode SH II oder SH III A1). 
In jüngeren Schichten fanden sich – auch für die Datierung der Siedlung wichtige – Fragmente mykenischer Keramik aus dem 14. und 13. Jahrhundert v. Chr., während Importe aus der mykenischen nachpalatialen Phase (SH III C, ca. 1190–1050 v. Chr.) – im Gegensatz zu einigen anderen Fundorten Apuliens – fehlen.

### Antike
Einer Sagenvariante zufolge soll Brindisi (griechisch Brentesion) von flüchtigen Ätolern unter Führung des Diomedes gegründet worden sein; aber auch anderen griechischen Heroen wie etwa Theseus wird diese Gründung zugeschrieben. Der Name der Stadt ist jedoch messapischen Ursprungs. Er kommt von Brention, was auf Messapisch so viel wie Hirschkopf bedeutet. Es ist eine Anspielung auf die Ähnlichkeit der in der Antike vielfach verzweigten Hafenbucht der Stadt mit den Stangen eines Hirschgeweihs. Durch seinen natürlichen, bereits von Herodot erwähnten Hafen wurde Brindisi schon sehr früh ein wichtiger Umschlagplatz.
Die Stadt stand unter der Herrschaft eigener Fürsten, bis die Römer sie 267 v. Chr. eroberten. Die neuen Herren nannten die Stadt Brundisium. 244 v. Chr. wurde sie zur Colonia latinischen Rechts gemacht. Diese hatte das Recht, Münzen zu schlagen, deren Embleme das von Victoria gekrönte Haupt des Neptun und ein Heros auf dem Delphin waren.
Schon bald nutzten die Römer den vortrefflichen Hafen als Flottenstützpunkt. Im Krieg gegen Hannibal stand Brundisium auf Seite der Römer. Seither hob sich der Wohlstand der Stadt, insbesondere da die Überfahrt von Italien nach Griechenland gewöhnlich von hier aus erfolgte. Die Via Appia, Roms wichtigste Staatsstraße (Via publica), wurde deshalb im 2. Jahrhundert v. Chr. von Capua nach Brundisium verlängert und führte direkt zum dortigen Hafen. Mit der Zeit blühte Brundisium zu einer der größten Städte Unteritaliens auf. Berühmt waren der Honig und die Wolle, die hier hergestellt wurden.
Nach dem Bundesgenossenkrieg wurde Brundisium 89 v. Chr. Municipium. 83 v. Chr. gewährte Sulla der Stadt Steuerfreiheit, weil ihre Bewohner ihm, als er von Griechenland zum Kampf gegen die Marianer nach Italien zurückgekehrt war, den Hafen geöffnet hatten. Als Pompeius am Beginn des Bürgerkriegs 49 v. Chr. im Hafen von Brundisium eine Flotte sammelte, suchte Caesar ihn hier einzuschließen, doch Pompeius konnte mit der Flotte nach Griechenland entkommen. Octavian nahm in Brundisium den Namen Caesar an und schloss hier 40 v. Chr. einen, freilich sehr kurzen, Frieden mit seinem Triumviratskollegen Marcus Antonius.
In der Kaiserzeit blieb Brundisium Municipium sowie wichtiger Handelshafen Süditaliens und Ausgangspunkt der Überfahrt nach Griechenland. Am 21. September 19 v. Chr. soll der berühmte römische Dichter Vergil bei der Rückkehr aus Griechenland in Brundisium verstorben sein. 19/20 n. Chr. traf Agrippina die Ältere mit der Asche des Germanicus ein, „wo vertrauteste Freunde und sehr viele alte Krieger, soweit sie unter Germanicus gedient hatten, auch zahlreiche Leute, die ihn gar nicht gekannt hatten, aus den benachbarten Landstädten, teils in der Meinung, es sei ihre Pflicht gegenüber dem Princeps, die Mehrzahl als bloße Mitläufer“ ihre Ankunft erwarteten. Die Stadt florierte in der Spätantike weiterhin. Seit der Herrschaft Justinians (6. Jahrhundert) gehörte die Stadt zum Byzantinischen Reich.

### Mittelalter
Im Mittelalter behielt der Hafen von Brindisi noch lange seine Bedeutung. 675 wurde sie vom langobardischen Herzog Romuald von Benevent erobert. 836 fiel Brindisi in die Hände der Sarazenen, denen es 868 Kaiser Ludwig II. entriss. Wieder unter die Herrschaft der Byzantiner gelangt, wurde es 1071 von den Normannen unter Robert Guiskard erobert. Unter den Staufer-Kaisern erlebte Brindisi im 12. beziehungsweise 13. Jahrhundert eine Blütezeit und wurde auch wichtiger Hafen der Kreuzzüge nach Palästina. So schiffte sich hier 1228 Kaiser Friedrich II. zu seinem Kreuzzug ein und ließ die Stadt, die seine besondere Gunst genoss, 1238 neu befestigen.
Karl I. von Anjou sammelte 1284 in Brindisi eine starke Flotte und Karl II. verbesserte 1301 den Hafen. Seit der Pest von 1348, der Plünderung durch die Ungarn König Ludwigs I. im gleichen Jahr und der Verwüstung durch Ludwig von Anjou 1383 verfielen der Hafen und die Stadt, die durch das Erdbeben von 1456 gänzlich zerstört wurde. Im Besitz Venedigs befand sich Brindisi von 1496 bis 1509, dann fiel es an das lange Zeit von Spanien beherrschte Königreich Neapel.

### Neuzeit
Ferdinand I. ordnete 1775 an, den Hafen und die Stadt wieder aufzubauen. Die etliche Jahre andauernden Arbeiten unter der Leitung des Ingenieurs Pigonati machten den inneren Hafen für die kommerzielle und militärische Schifffahrt wieder zugänglich. Brindisi wurde im Mai 1845 zum Freihafen erklärt und kam 1860 an Italien. Die Fertigstellung der Adria-Eisenbahnstrecke von Ancona nach Otranto und die Eröffnung des Suezkanals brachten der Hafenstadt einen wirtschaftlichen Aufschwung. 
Wegen der strategisch bedeutenden und relativ geschützten Lage des Hafens nahe der Straße von Otranto plante man ab 1905 den Bau eines neuen, befestigten Marinestützpunktes und eines kleinen Marinearsenals. Die Arbeiten an dem neuen Arsenal und am Stützpunkt begannen 1913. Darüber hinaus baute man an der Hafeneinfahrt Befestigungsanlagen, baggerte das Hafenbecken nochmals aus und legte einen Wasserflugplatz an. Im Ersten Weltkrieg wurden fast alle Hafenanlagen Brindisis militärisch genutzt. 1933 wurde am Hafen das Marine-Ehrenmal Monumento al Marinaio d’Italia eingeweiht. Brindisi ist bis heute Stützpunkt der italienischen Marine.

### Gegenwart
1994 wurde in Brindisi die UN-Logistics-Base errichtet, die vor allem für die Koordinierung und Unterstützung der Blauhelm-Missionen der Vereinten Nationen zuständig ist. Darüber hinaus befindet sich in Brindisi ein Logistikzentrum des Welternährungsprogramms der Vereinten Nationen.
Am 19. Mai 2012 explodierte eine Bombe in einer Berufsschule. Dabei kam eine Schülerin ums Leben und mehrere Personen wurden verletzt.

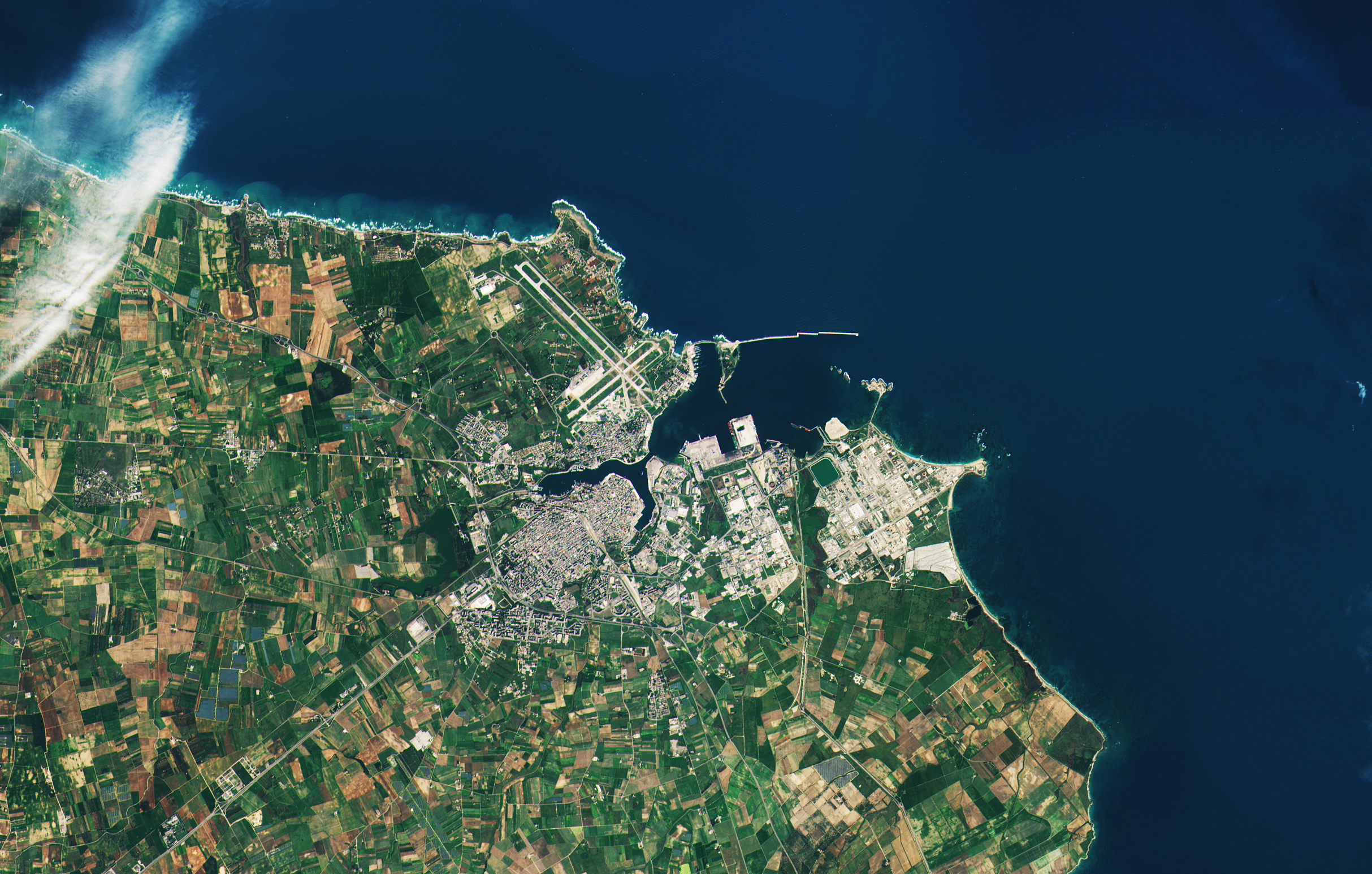
Satellitenaufnahme von Brindisi

## Verkehr

### Eisenbahn
Der Bahnhof Brindisi liegt an der Adriabahn Ancona–Lecce und ist Endpunkt der Bahnstrecke Taranto–Brindisi. Bis 1914 hatte der Bahnhof als Endpunkt des Postzugs The Indian Mail eine hohe Bedeutung für den Postverkehr zwischen dem Vereinigten Königreich und Britisch-Indien. In Brindisi wechselte die gesamte Post zwischen der Bahn und den Postdampfern der Peninsular and Oriental Steam Navigation Company.

### Hafen
Der Hafen von Brindisi gliedert sich in drei Teile: den äußeren, den mittleren und den inneren Hafen. Der äußere und der mittlere Hafen dienen als Handelshafen und zusammen mit Teilen des inneren Hafens auch als Fährhafen. Fährverbindungen bestehen unter anderem nach Durrës in Albanien sowie nach Igoumenitsa und Patras in Griechenland und in die Türkei. Der Pigonati-Kanal verbindet den mittleren Hafen mit dem inneren Hafen. Letzterer gliedert sich in zwei Arme, zwischen denen sich die Altstadt Brindisis befindet: der seno di levante im Süden und der seno di ponente im Osten. 
Ein Marinestützpunkt befindet sich im seno di ponente am Fuß der Stauferburg, in der sich das örtliche Marinekommando befindet.

### Flughafen
Der drei Kilometer nördlich der Altstadt gelegene Flughafen Brindisi hat einen zivilen und einen militärischen Teil. Letzterer ist durch eine Rollbahn noch immer mit den Anlagen des ehemaligen Wasserflugplatzes am Hafen verbunden und dient zusammen mit dem ehemaligen Militärflugplatz San Vito dei Normanni heute vorwiegend den Vereinten Nationen. Auf dem zivilen Teil werden kommerzielle Flüge zu Zielen in Italien, in Europa und im Mittelmeerraum abgewickelt.

### Straßen- und Bahnverkehr
Von besonderer Bedeutung sind die Adria-Autobahn A14, mit der Brindisi durch eine Superstrada verbunden ist, sowie die genannte Adria-Eisenbahn und die Bahnstrecke nach Tarent.

## Weinbau
Die Weine aus den Gemeinden Brindisi und Mesagne haben den Status eines italienischen DOC-Weins. Der Rotwein wird aus der Rebsorte Negroamaro gekeltert. Mischsätze mit Sangiovese (maximal 10 %) oder Malvasia Nera (maximal 20 %) sind erlaubt. 38 Winzer bearbeiten die 585 ha der zugelassenen Rebflächen. Der Rotwein lagert zwei bis drei Jahre in verschiedenen Gebinden wie Stahltanks oder Holzfässern.
- Farbe: kräftiges rubinrot
- Duft: herzhaft mit Nuancen von Tabak, Sauerkirsche
- Alkoholgehalt: 14–15°
- Gesamtsäure: 5,5–6,5 Promille
- Trinktemperatur: 17–18 °C

## Städtepartnerschaften
- Lushnja, Albanien
- Patras, Griechenland
- Korfu, Griechenland

## Söhne und Töchter
- Roger de Flor (1266–1305), militärischer Abenteurer
- Laurentius von Brindisi (1559–1619), Theologe
- Settimio Todisco (1924–2025), römisch-katholischer Erzbischof von Brindisi-Ostuni
- Giuseppe Satriano (* 1960), Erzbischof von Bari-Bitonto
- Antonio Putignano (* 1961), Schauspieler
- Antonio Benarrivo (* 1968), Fußballspieler
- Cristian Brandi (* 1970), Tennisspieler
- Elio Aggiano (* 1972), Radrennfahrer
- Stefano Miceli (* 1975), Pianist und Dirigent
- Marco di Bello (* 1981), Fußballschiedsrichter
- Flavia Pennetta (* 1982), Tennisspielerin
- Cosimo Aldo Cannone (* 1984), Rennbootfahrer
- Claudia Giovine (* 1990), Tennisspielerin

## Rezeption
- Brindisi ist eine Station im Roman Reise um die Erde in 80 Tagen von Jules Verne.
- Auch im Roman Artemis Fowl von Eoin Colfer wird die Stadt erwähnt.

## Belege
1. ↑  Bilancio demografico e popolazione residente per sesso al 31 dicembre 2023. ISTAT. (Bevölkerungsstatistiken des Istituto Nazionale di Statistica, Stand 31. Dezember 2023).
2. ↑  Zusammenfassend Marco Bettelli: Italia meridionale e mondo miceneo. Ricerche su dinamiche di acculturazione e aspetti archeologici, con particolare riferimento ai versanti adriatico e ionico della penisola italiana. Florenz 2002, S. 25 (mit weiterführender Literatur).
3. ↑  Reinhard Jung: ΧΡΟΝΟΛΟΓΙΑ COMPARATA. Vergleichende Chronologie von Südgriechenland und Süditalien von ca. 1700/1600 bis 1000 v. u. Z. Wien 2006, S. 102 ff.
4. ↑  Marco Bettelli: Italia meridionale e mondo miceneo. Ricerche su dinamiche di acculturazione e aspetti archeologici, con particolare riferimento ai versanti adriatico e ionico della penisola italiana. Florenz 2002, S. 25.
5. ↑  Iustinus, Epitoma historiarum Philippicarum Pompei Trogi 12,1,7.
6. ↑  Strabon, Geographika 6,282; u. a.
7. ↑  Herodot, Historien 4,99.
8. ↑  Eutropius, Breviarium ab urbe condita 2,17; u. a.
9. ↑  Titus Livius, Ab urbe condita, periocha 19; Velleius Paterculus, Historia Romana 1,14.
10. ↑  Titus Livius, Ab urbe condita 25,22,14 und 27,10,7.
11. ↑  Strabon, Geographika 6,282.
12. ↑  Appian, Bürgerkriege 1,79.
13. ↑  Caesar, De bello civili 1,24-28; u. a.
14. ↑  Appian, Bürgerkriege 5,60-65; Cassius Dio, Römische Geschichte 48,28,3 –48,30,1; Plutarch, Antonius 30 f.
15. ↑  Aelius Donatus, Vita Vergils.
16. ↑  Tacitus, Annalen 3,1.
17. ↑  Brindisi: Bombe explodiert vor Berufsschule in Süditalien spiegel.de. Abgerufen am 23. November 2015.
18. ↑  Werner Sölch: Jules Verne’s Express. Die legendäre Indian-Mail-Route nach Südostasien. Alba-Verlag, Düsseldorf 1980, S. 34
19. ↑  Brindisi – Marina Militare. In: marina.difesa.it. Abgerufen am 26. August 2024 (italienisch).